# Форт-Бриджер (Вайомінг)
Форт-Бриджер (англ. Fort Bridger) — переписна місцевість (CDP) в США, в окрузі Юїнта штату Вайомінг. Населення — 354 особи (2020).

## Географія
Форт-Бриджер розташований за координатами 41°19′6″ пн. ш. 110°23′22″ зх. д. / 41.31833° пн. ш. 110.38944° зх. д. (41.318335, -110.389387).  За даними Бюро перепису населення США в 2010 році переписна місцевість мала площу 5,16 км², уся площа — суходіл.

## Демографія
Згідно з переписом 2010 року, у переписній місцевості мешкало 345 осіб у 142 домогосподарствах у складі 102 родин. Густота населення становила 67 осіб/км².  Було 171 помешкання (33/км²).
Расовий склад населення:
| - 92,5 % — білих - 2,0 % — вихідців з тихоокеанських островів - 1,7 % — корінних американців - 0,3 % — чорних або афроамериканців - 0,3 % — азіатів |

До двох чи більше рас належало 2,9 %. Частка іспаномовних становила 2,3 % від усіх жителів.
За віковим діапазоном населення розподілялося таким чином: 25,8 % — особи молодші 18 років, 60,9 % — особи у віці 18—64 років, 13,3 % — особи у віці 65 років та старші. Медіана віку мешканця становила 42,3 року. На 100 осіб жіночої статі у переписній місцевості припадало 93,8 чоловіків;  на 100 жінок у віці від 18 років та старших — 95,4 чоловіків також старших 18 років.
Цивільне працевлаштоване населення становило 176 осіб. Основні галузі зайнятості: сільське господарство, лісництво, риболовля — 39,2 %, інформація — 20,5 %, освіта, охорона здоров'я та соціальна допомога — 9,7 %, транспорт — 8,5 %.